# Diafounou Gory
Pour les articles homonymes, voir Diafounou.
Diafounou Gory est une commune malienne, située dans le pays de la Diafounous de l'arrondissement de Tambacara dans le cercle de Yélimané et la région de Kayes, elle a pour chef-lieu la localité de Tambacara.
1. Chef de village : Biyagui Dalla Doucouré[Quand ?][réf. souhaitée]

## Villages
La commune s'étend sur 13 localités relevées lors du recensement général de 2009.
Les villages les plus peuplés sont :
- Koméoulou (4 708 habitants) ;
- Tambacara (4 598 habitants) ;
- Sambaga (2 999 habitants).

En 2023, la loi 2023-007 attribue à la commune 14 villages, fractions ou quartiers.

## Histoire
De décembre 1886 à avril 1887, Ahmadou Tall mène personnellement un siège de sept mois contre Gory avec une armée de l'empire toucouleur estimée à 40 000 hommes. La stratégie, inspirée par le marabout Thierno Alpha de Batama, visait à affamer la ville avant la récolte : « Il faut les affamer quand l’arachide est encore sous terre et que le mil n’est pas encore mûr. Il n’y a que la famine qui peut venir à bout des Doucouré de Gory Diafounou . ».
les Doucouré, lignage dominant du Diafounou, étaient des combattants redoutables, surnommés « chasseurs de tourterelles blanches », c’est-à-dire que même les ennemis les plus insaisissables étaient traqués avec efficacité. Apres 7 mois de siège, les troupes d'Ahmadou tall s’apprêtent a plier bagage, et au dernier moment un appel est lancer du haut du tata " Gory va sortir mercredi ". Pour les Doucoure c'est une honte de ne pas combattre. La bataille fut un véritable carnage de mercredi a dimanche : seuls 7 000 sur 40 000 revinrent, le reste tombant dans la lutte acharnée. La ville de Gory fut détruite complétement, Souayibou s’échappe de nuit vers la savane en direction du fleuve Sénégal.Il s’agit de la deuxième bataille la plus meurtrière depuis le début de la conquête coloniale, après la bataille de Hamdallaye, capitale de l’empire peul du Macina, qui tomba le 16 mars 1862 après trois batailles ayant causé plus de 70 000 morts.
Gory fut détruite à quatre reprises dans son histoire, la dernière destruction majeure étant l’œuvre du colonel Archinard, qui s’assura ainsi que la cité ne représente plus une menace pour le projet colonial du Soudan français